# Dynast
Dynast (griech. für „Herrscher, Machthaber“) ist ein Regent oder kleiner Fürst.
Im griechischen Staatswesen hießen Dynasten diejenigen, welche sich durch einen Gewaltakt der Regierung bemächtigt hatten, z. B. die 30 Tyrannen in Athen (von der Tyrannis unterschied sich die Dynastie durch die Mehrheit der Regierenden).
Im Mittelalter waren Dynasten solche Grafen und Herren, welche bei dem Verfall der alten Gauverfassung im 11. Jahrhundert in den Besitz eigner reichsfreier Territorien gelangt waren. Sie gehörten als alte Freiherren und Semperfreie dem fürstenmäßigen hohen Adel an und bildeten eine Mittelstufe zwischen den Besitzern wirklicher alter Gaugrafschaften und den bloß ritterbürtigen Mittelfreien. Als später die letztern auch oft den Titel Freiherren erhielten, nahmen die alten Freiherren fast sämtlich das Prädikat Graf an. Unter den Dynasten des Mittelalters befinden sich die Ahnherren der meisten deutschen Regentenhäuser.
Allgemein werden die Oberhäupter einer Dynastie Dynasten genannt.